# Misu
Misu (미수) es una bebida hecha de polvo de grano tradicional coreano, misu-garu (미숫가루; misutgaru; "polvo de misu") que es una combinación de 7 a 10 granos diferentes. Se suele servir en los calurosos días de verano para saciar la sed o como bebida nutritiva instantánea para el desayuno o como tentempié saludable.

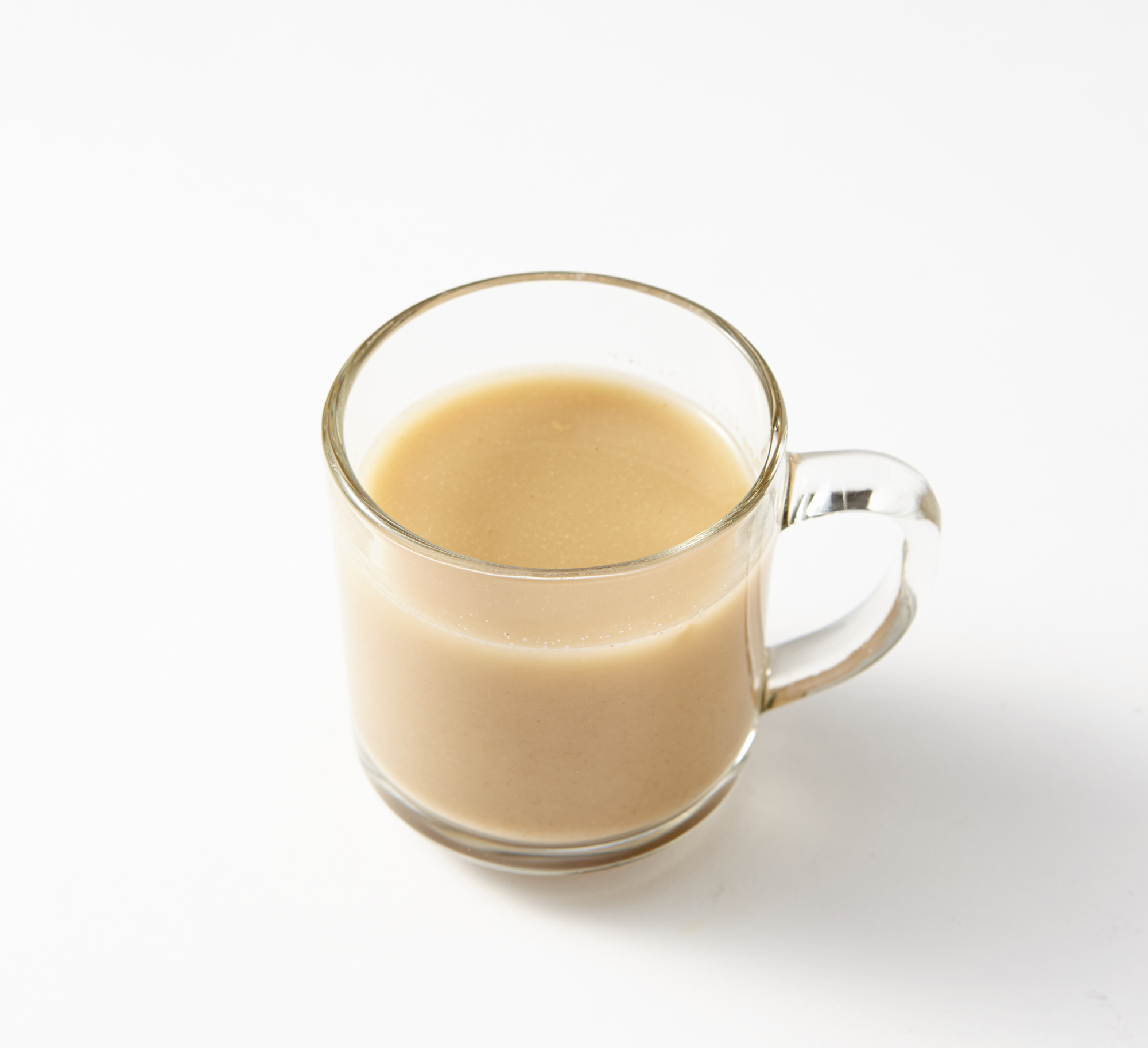
Misu

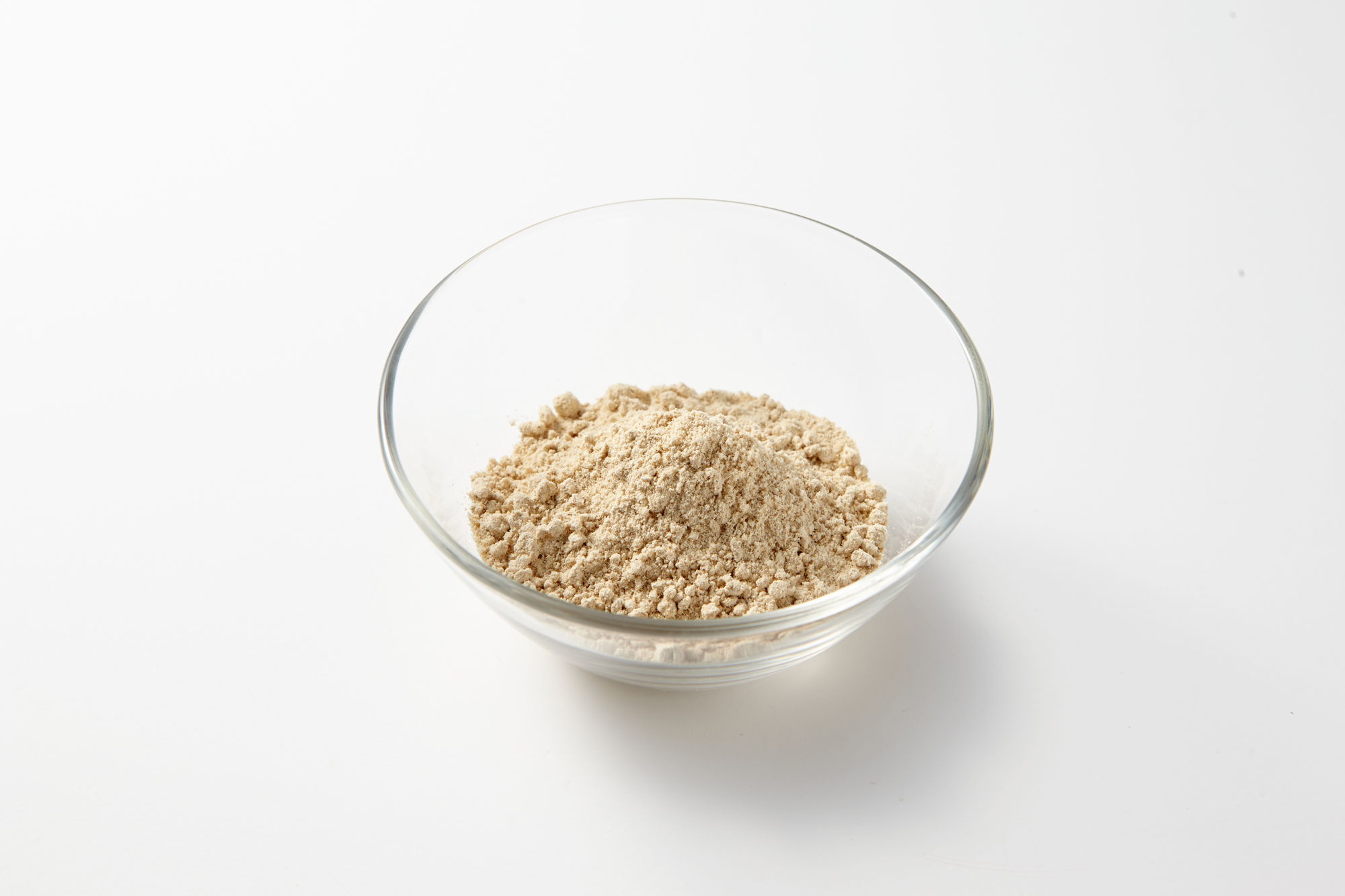
Misu-garu (polvo de misu)

Misu está hecho de arroz glutinoso y otros ingredientes como cebada, yulmu (Coix lacryma-jobi var. Ma-yuen), arroz integral, arroz negro, soja negra, maíz, frijoles blancos, mijo y semillas de sésamo molidas y tostadas y/o al vapor, luego mezclados. El misugaru se agrega comúnmente al agua o la leche y se agita para hacer una bebida. Se puede agregar azúcar o leche condensada como edulcorante. Es conocido por sus beneficios para la salud, como ser rico en proteínas, vitaminas, calcio, magnesio, molibdeno, ácido fólico y selenio, además de ser una bebida para personas que hacen dieta, ya que es bastante abundante pero baja en calorías.